# 神戸国際フロンティアメディカルセンター
神戸国際フロンティアメディカルセンター（こうべこくさいフロンティアメディカルセンター）は、兵庫県神戸市中央区にある肝臓病及び消化器病に関する医療サービスを提供していた民間の医療施設である。生体肝移植手術を受けた患者の死亡が相次いだことで経営難となり、開設後約1年で休院、2016年3月30日に破産手続開始決定を受けた。略称はKIFMEC（キフメック）。

## 概要
- 神戸市が主体となった産学官連携による医療関連産業の集積を目的とした神戸医療産業都市構想の一翼を担い、最先端医療の特区として医療関連企業、研究施設が進出するポートアイランド2期地区に立地するメディカルクラスター（高度専門病院群等）のひとつとして2014年11月に開業[3]。
- アジアのメディカルセンターを見据え[4]、腹腔鏡手術、内視鏡治療、肝・胆・膵臓手術（肝臓移植）を中心とした、肝臓病と消化器病の先端治療の病院として発足した[5]。代表には、生体肝移植に1980年代から取り組み、約2000例の術歴を持つ生体肝移植の第一人者である元京都大学医学部附属病院長の田中紘一が就いた[6]。
- 跡地として2017年4月に神戸大学医学部附属国際がん医療・研究センターを開院した[7][8]。

## 沿革
- 2014年11月17日 - 開院。
- 2015年4月 - 生体肝移植を受けた患者8人中4人が死亡した件が報道され、調査をした日本肝移植研究会が病院側の体制の不備を指摘し、3人に救えた可能性があったとする報告をした[9]。田中紘一院長は反論[10]（9人中5人死亡の報道もあり[11]）。
- 2015年5月 - インドネシアでも生体肝移植の患者3人が術後1か月程度で死亡していたことが判明[12]。これは経済産業省の事業の一環としての施術だった。現地での手術は2014年10月、2015年3月、異なった病院で行われたことが分かっているが、もう1件の手術場所や時期などは不明。
- 2015年6月1日 - 田中紘一が院長のみ退任（理事長には留任）し、副院長の木内哲也が院長に就任[13]。
- 2015年6月5日 - 6月3日から4日にかけ同病院で生体肝移植を受けた患者が死亡（死亡は5例目）。
- 2015年7月 - 生体肝移植で患者の死亡が相次いだ件で、「専門家の意見も割れる」との報道[6][14]。
- 2015年11月27日 - 外来診療を停止し入院患者については転院を進め事実上の休院状態にあることを公表した。今後は支援者を求め再建を図る[15]。
- 2016年3月15日 - 支援者が見つからず、債権者らに対して弁護士より自己破産申し立ての意向を記した文書を発送し事実上倒産[2]。
- 2016年3月30日 - 神戸地方裁判所に破産手続きを申請、破産開始決定を受けた。負債総額はおよそ42億8100万円[16]。

## アクセス
- 神戸新交通ポートアイランド線の医療センター駅より徒歩5分